# Voština (fotografie)

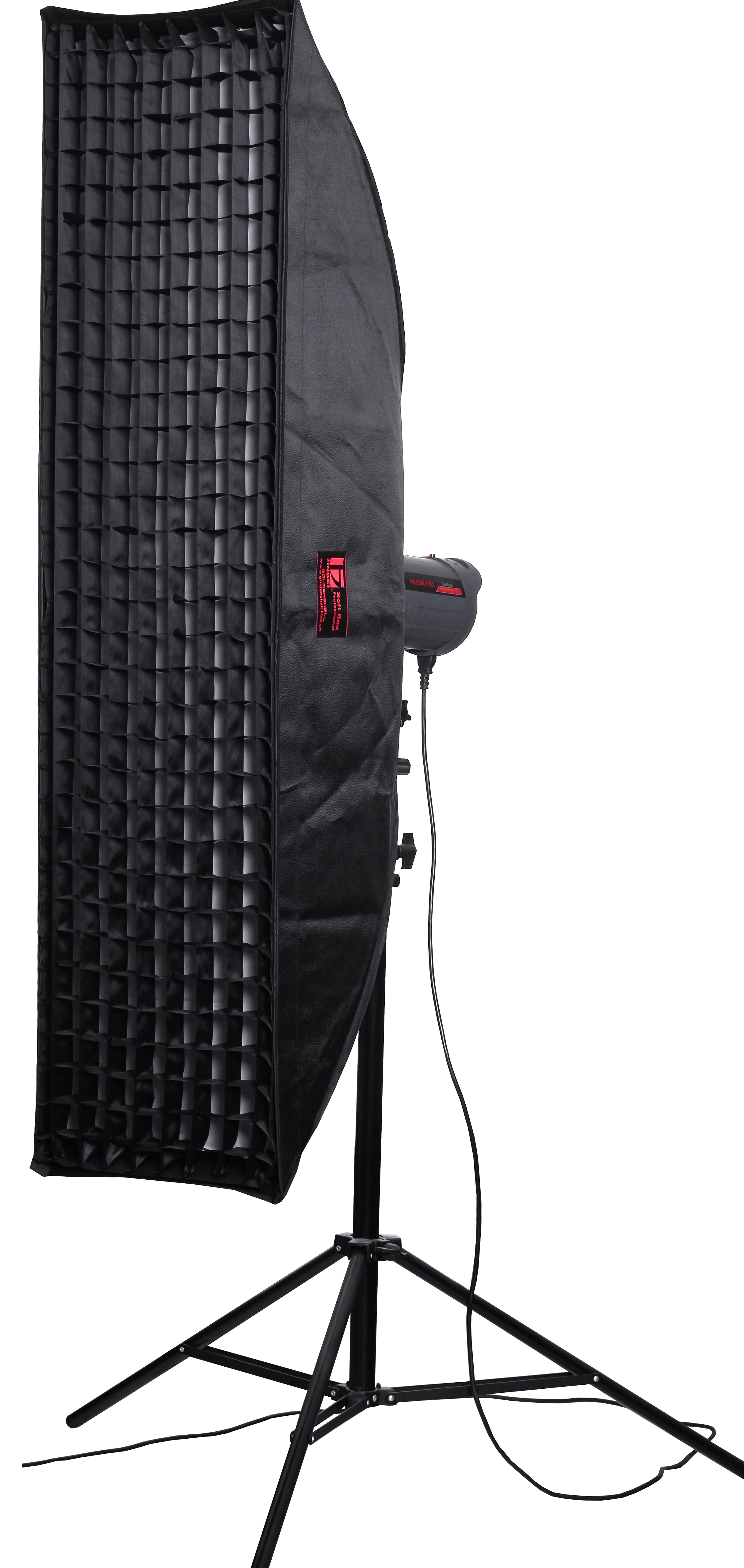
Voština nasazená na stripboxu

Voština (též voštinový filtr či honeycomb) je typ fotografického ateliérového příslušenství používaného spolu s fotografickým zábleskovým zařízením a softboxem. Jedná se o součást studiového osvětlení. Její název je odvozen z podobnosti se šestihrannou strukturou plástů včelího medu. Hlavní využití voštinových filtrů nalezneme ve fotografii. Tyto fotografické filtry jsou určeny zejména k soustředění a usměrnění studiového světla.

## Popis
Klasická voština je vyrobena z tenkých hliníkových pásků skládaných do kovové vložky, která se nasazuje na bleskové reflektory, beauty dish, komínky, … Existují také látkové voštiny, které nalezneme v provedení na softboxy. Látkové voštiny však mají tvar mřížky s čtyřhrannými otvory a na softboxy se přichycují pomocí suchých zipů.
Všechny typy softboxů vytváří rozptýlené měkké světlo, a to tak že světlo ze zdroje umístěného uvnitř softboxu prochází přes rozptylující materiál (zpravidla difuzní plátno). Softbox slouží zároveň i jako reflektor, pro usměrnění toku světla. Vnitřní stěny softboxu jsou potaženy reflexním materiálem, který odráží a směruje světlo do difuzní plochy, čímž maximalizuje efektivitu. Na rozdíl od fotografických deštníků, jejichž princip spočívá v odrážení a rozptylu světla, jsou softboxy určeny pro přesné usměrnění toku světla dle typu (tvaru) softboxu. Voštiny nasazené na přední stranu softboxu se využívají především pro větší usměrnění světla a vytváří tak tvrdší a směrovější proud světla.

## Princip fungování
Proud světla reflektoru je daný jeho tvarem. Po nasazení voštinového filtru se zcela změní charakter světla, dojde k rozprostření světla do rovnoběžných paprsků kolmo dopadajících na focený předmět. Voština najde uplatnění především u portrétních a produktových fotografů.

## Druhy voštin
Existují různé modely dle typu reflektoru a velikosti úhlů v mřížce. Samotná velikost otvorů mřížky určuje těsnost paprsků. Nejdůležitější je hodnota voštiny, která se udává ve stupních – například 10°, 20°, 30°, … Čím menší je stupňové číslo, tím užší je výsledný paprsek světla.

## Co to znamená v praxi?
Pokud při focení portrétu použijeme voštinu s nižším stupňovým číslem, dodáme fotografii větší dramatičnost. Nasvícená plocha bude menší a přechod k tmavému okraji strmější. Ostré světelné kontrasty a stíny se nám budou hodit například pro zvýraznění obličejových rysů nebo zdůraznění svislých linií focené postavy.

## Nejčastější použití voštinových filtrů
- Použití protisvětla, podsvícení[3]
- Hlavní světlo – izolování foceného předmětu[2]
- Zvýraznění části scény – nasvícení kontur tváře, vlasů, postavy[3]
- Ztmavení pozadí[4] – vhodným nasměrováním předejdeme dopadu světelných paprsků na pozadí
- Osvětlení pouze části pozadí

## Galerie

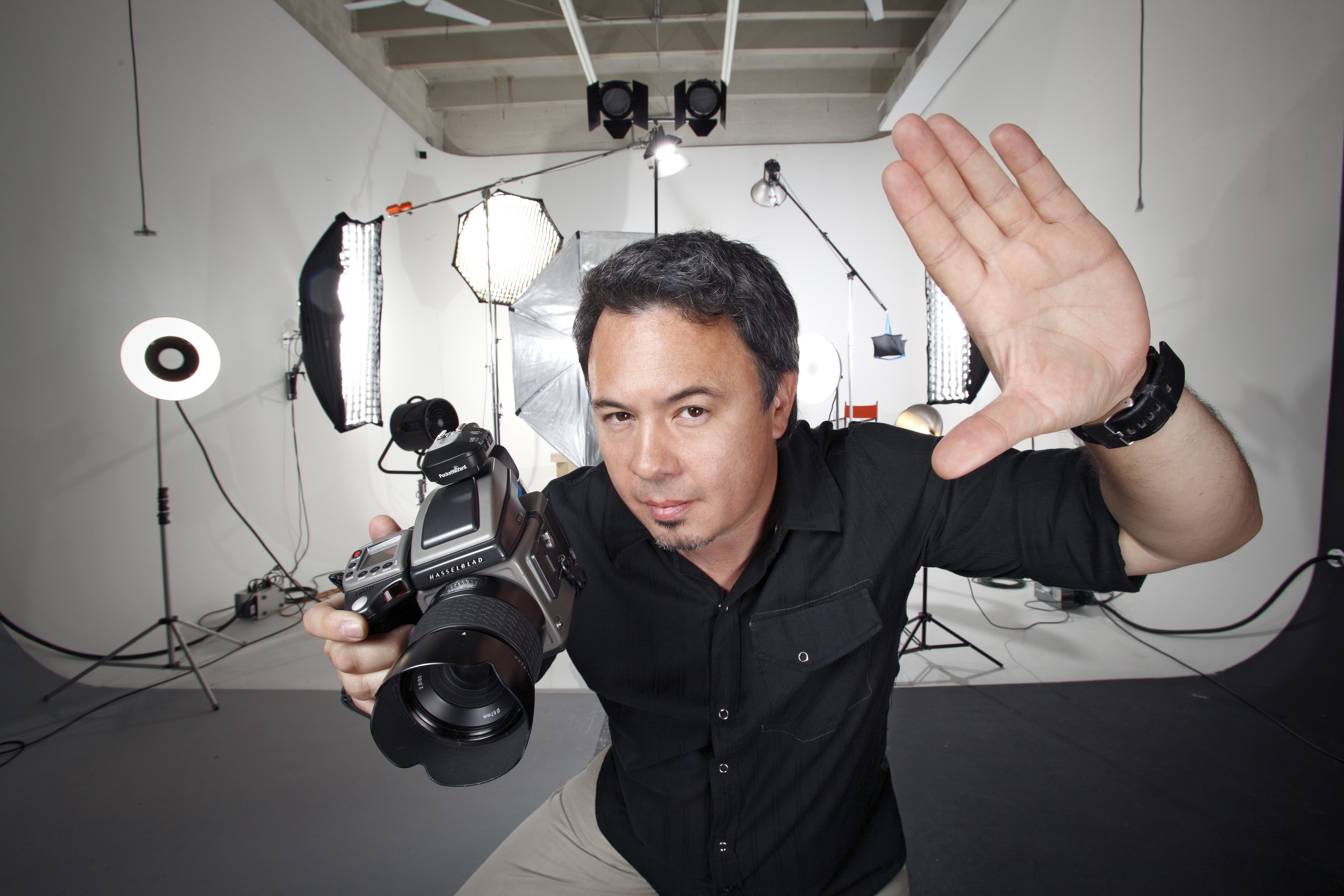
Pohled do profesionálního ateliéru, v pozadí jsou voštiny na třech softoboxech
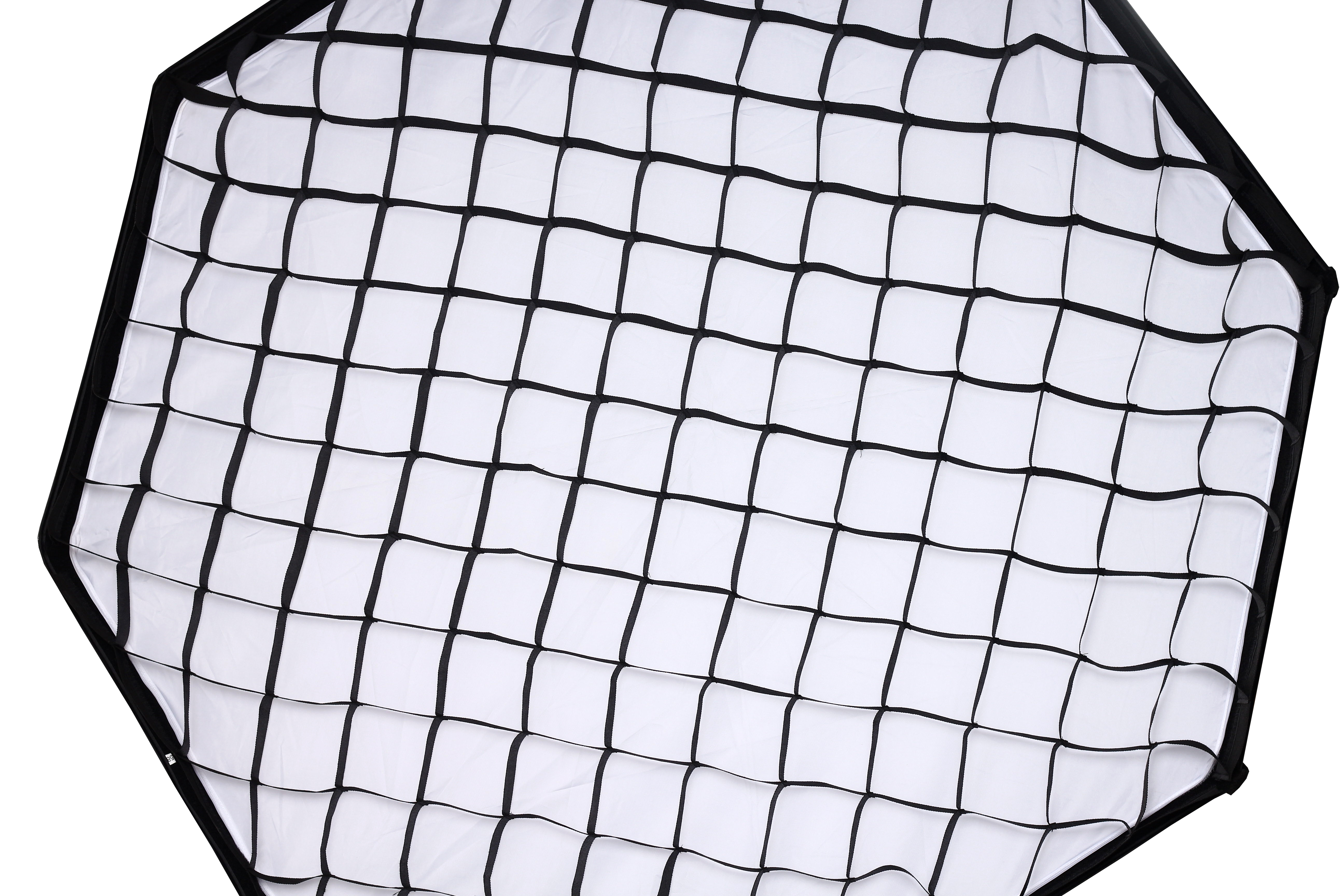
Oktabox s voštinou